# Hollis Conway
Hollis Conway (Chicago, Illinois, 8 de janeiro de 1967) é um atleta norte-americano, especialista em salto em altura que ganhou várias medalhas em Jogos Olímpicos e Campeonatos Mundiais.
Detém os seguintes recordes pessoais:
- Ao ar livre: 2.39 m (1989), o que o coloca na 8ª posição na lista dos melhores de sempre, ex-aequo com o chinês Zhu Jianhua;[1]
- Em pista coberta: 2,40 m (1991), o que o coloca na 4ª posição na lista dos melhores de sempre em recinto coberto;[2] esta marca constitui recorde nacional indoor dos Estados Unidos.